# Bisdom Ihosy
Het bisdom Ihosy (Latijn: Dioecesis Ihosiensis) is een rooms-katholiek bisdom met als zetel Ihosy, in Madagaskar. Het bisdom is suffragaan aan het aartsbisdom Fianarantsoa. 

## Geschiedenis
Het bisdom werd opgericht op 13 april 1967, uit delen van de bisdommen Fort-Dauphin en Farafangana. 

## Parochies
Het bisdom had in 2021 een oppervlakte van 40.900 km2 en telde 789.300 inwoners waarvan 20,0% rooms-katholiek was.

## Bisschoppen
- Luigi Dusio (13 april 1967 - 2 november 1970)
- Jean-Guy Rakodondravahatra (25 maart 1972 - 21 september 1996)
- Philippe Ranaivomanana (2 januari 1999 - 13 november 2009)
- Fulgence Razakarivony (16 juli 2011 - heden)